# 大工谷真波

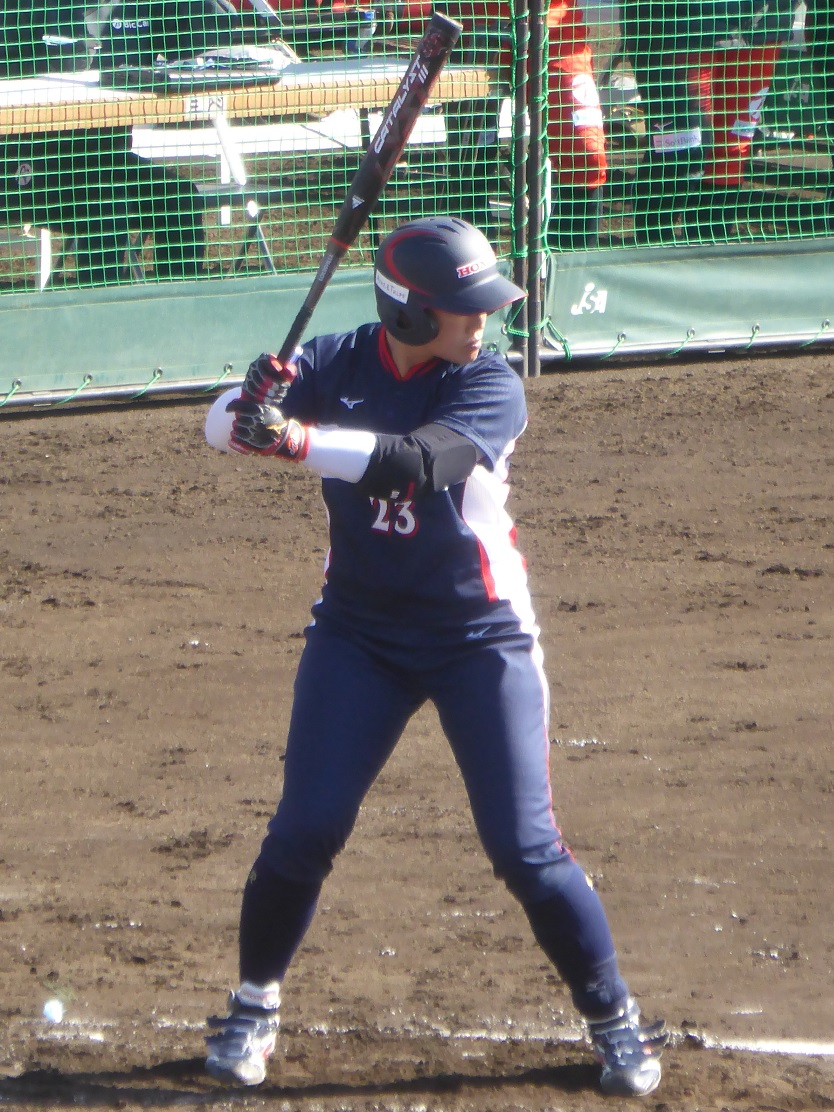
打席での大工谷 (2023年)

大工谷 真波（だいくや まなみ、1991年10月28日 - ）は、大阪府出身の女子ソフトボール選手（外野手）。元ソフトボール日本代表。

## 経歴
14歳の時にソフトボールを始める。石川県立門前高等学校を卒業後、2010年に日本リーグ1部のルネサス高崎に入団。
当初は投手であったが、社会人4年目から本格的に野手に転向した。2015年には打率.362の成績を残し、日本リーグのベストナイン賞（外野手）を受賞した。
2022年、JDリーグの発足と同時にホンダリヴェルタに移籍。2024年のシーズン終了後に引退。
日本代表には2015年に初選出され、同年のジャパンカップ、2016年のUSAワールドカップ、2017年のジャパンカップ、2018年のUSAインターナショナルカップ、世界選手権などの国際大会に出場している。

## 選手としての特徴
中学校・高校時代は投手を務めていた。ルネサス高崎に入団後も投手としての登板経験があるが、4年目から本格的に野手に転向した。
元日本代表の山田恵里に匹敵する広い守備範囲と強肩、および勝負強いプレーが持ち味。

## 人物・エピソード
1学年下の市口侑果とは大阪市立緑中学校時代にチームメイトであった。その後、2011年から2021年までルネサス高崎/ビックカメラ高崎ビークイーンでも共にプレーをした。
2024年5月26日、宇津木スタジアムで行われたJDリーグの戸田中央メディックス埼玉戦で、7回裏一死三塁の場面で増田侑希からライト前にサヨナラヒットを放ち、リーグ通算100打点を達成した。
目標としているアスリートはプロ野球選手の大谷翔平。
座右の銘は『報恩謝徳』。

## 詳細情報

### 日本リーグ個人表彰
- 2015年 - ベストナイン賞（外野手）

### 背番号
- 23（2010 - 2014）
- 9（2015 - 2021）
- 23（2022 - 2024）